# Poti (Crateús)
Poti é um distrito do município brasileiro de Crateús, no interior do estado do Ceará. Segundo o censo demográfico de 2022, realizado pelo Instituto Brasileiro de Geografia e Estatística (IBGE), sua população era de 1 209 habitantes e havia 429 domicílios particulares permanentes ocupados. Foi criado pelo decreto estadual nº 448 de 20 de dezembro de 1938.
De acordo com o IBGE, em 2010 a população era de 1 411 habitantes e havia 577 domicílios particulares.